# Rall

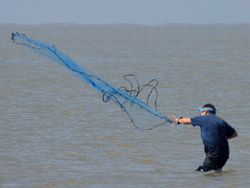
Pesca amb rall o esparver.

El rall o esparver és un art de pesca, una xarxa de tipus circular, guarnida de ploms, que els pescadors llancen a mà a l'aigua en llocs de poca profunditat i que, pel pes dels ploms, se submergeix i captura els peixos que neden en este espai.
La pesca amb el rall és comuna en molts paratges i en les costes del Mediterrani, i es practica des de fa segles al litoral del País Valencià, on té un alt valor històric i cultural. Els pescadors l'usaven per la facilitat en el maneig a les ribes, ja que es pot usar a peu pla o bé amb embarcació, però sempre en paratges que regularment no excedeixen de tres, quatre o com a màxim de cinc pams d'aigua. Només es pot usar quan el pescador veu els peixos del fons, i s'empra en la pesca de subsistència.

## Ús de rall

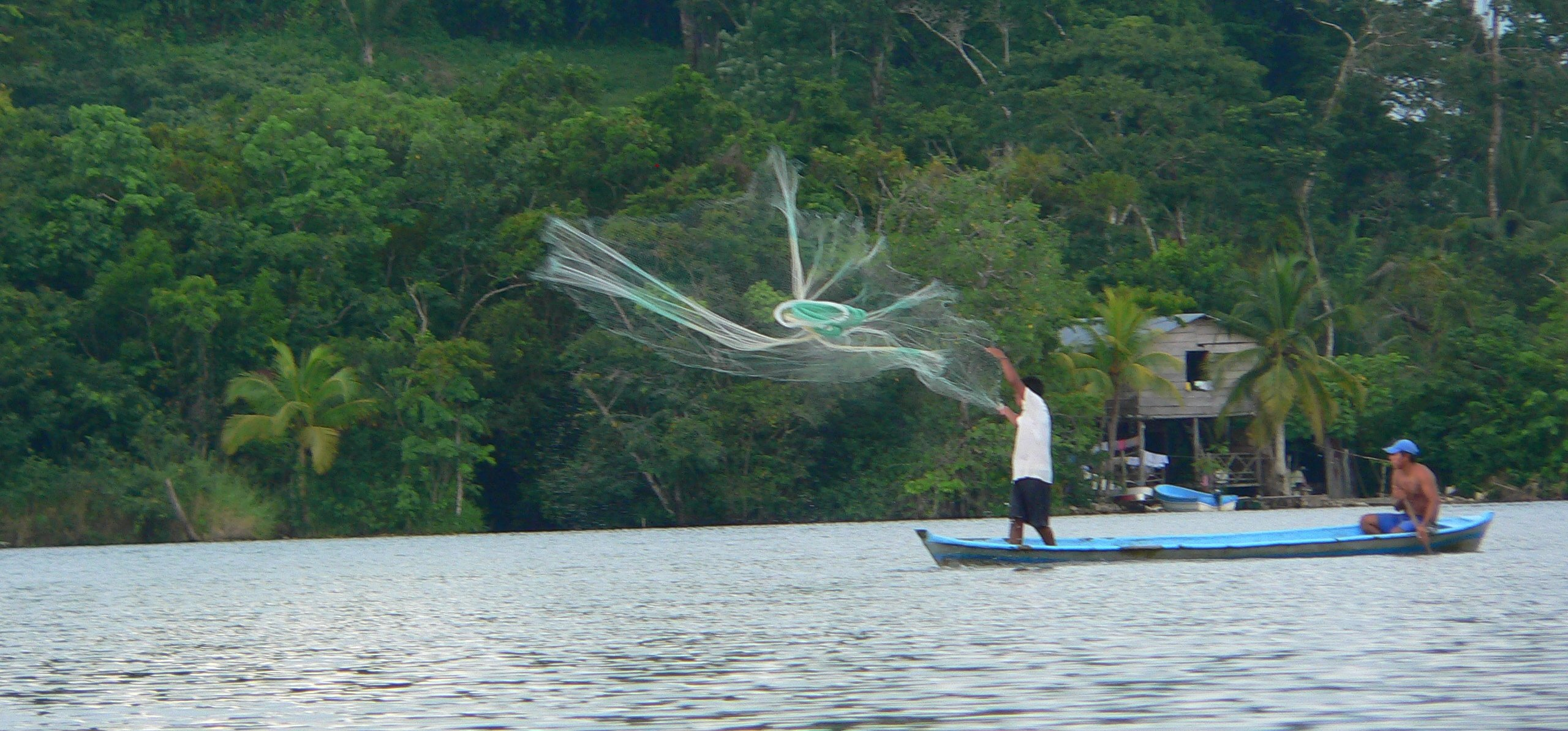
Llançament del rall des d'un vaixell.

L'ús del rall per pescar s'executa agafant el pescador amb el canell de la mà esquerra el cordell i la mà dreta es llança la xarxa perquè s'ajunten els ploms de tot el perímetre del rall, de manera que la bossa creada abrace i retinga els peixos que es queden dins del cercle. Els que usen el rall poden caminar per vora de l'aigua, siga a la mar o en riu, o bé amb barques per aigües poc profundes.

## Regulació
El 25 de maig de 2011 el Consell de la Generalitat Valenciana aprovà un decret que recupera de nou la pesca amb rall.
Esta nova normativa fixa la quantitat màxima de captures per persona i dia en cinc quilograms i que no podrà vendre's. Durant els mesos de desembre, gener i febrer, encara que podrà ser ampliable, hi haurà període de veda, quedant prohibit l'ús del rall.